# Cosmethis
Cosmethis là một chi bướm đêm thuộc họ Geometridae.